# Crissé

Crissé este o comună în departamentul Sarthe, Franța. În 2009 avea o populație de 548 de locuitori.